# Deltote musta
Deltote musta is een vlinder van de familie van de uilen (Noctuidae). De wetenschappelijke naam van deze soort is voor het eerst voorgesteld als Erastria musta door Augustus Radcliffe Grote en Coleman Townsend Robinson in een publicatie uit 1868
De soort komt voor in Canada en de Verenigde Staten.